# Leptogorgia violetta
Leptogorgia violetta is een zachte koraalsoort uit de familie Gorgoniidae. De koraalsoort komt uit het geslacht Leptogorgia. Leptogorgia violetta werd in 1988 voor het eerst wetenschappelijk beschreven door Grasshoff. 